# Un essere umano
Un essere umano è il primo album del cantautore italiano Oscar Prudente, pubblicato dall'casa discografica Numero Uno nel 1973.

## Il disco
Gli arrangiamenti sono curati da Claudio Fabi e la copertina è di Caesar Monti.
Il disco viene anticipato dal singolo Oè-oà/Gesù Cristo se nascesse ora.
I giornalisti musicali Michele Neri e Franco Brizi così si sono espressi sull'album:
Il brano Sotto il carbone era già stato inciso in precedenza da Bruno Lauzi nel 45 giri Sotto il carbone/Il mondo cambia colori

## Tracce

### Lato A
Testi di Mogol, musiche di Oscar Prudente tranne dove diversamente indicato; edizioni musicali Universale.
1. No stop
2. Gesù Cristo se nascesse ora... (testo: Mogol – musica: Oscar Prudente, Claudio Fabi)
3. Oè-Oà
4. L'universo stellato

### Lato B
Testi di Mogol, musiche di Oscar Prudente; edizioni musicali Universale.
1. Sotto il carbone
2. L'infinito
3. Madre Fortuna
4. Un essere umano

## Formazione
- Oscar Prudente – voce, chitarra
- Paolo Bassi – basso
- Euro Cristiani – percussioni
- Umberto Tozzi – chitarra
- Reginaldo Ettore – percussioni
- Claudio Pascoli – sassofono soprano